# Туле (легендарный остров)

Фрагмент карты мира из «Географии» Птолемея (XIV—XV век). В верхней части выдающийся за пределы остров — Туле, Ultima Thule — предел ойкумены, наиболее дальний участок суши, известный в то время

Ту́ле, также Фу́ла (греч. Θούλη, лат. Thule), — легендарный остров (остров-призрак) на севере Европы, описанный греческим путешественником Пифеем (ок. 350 — ок. 320 г. до н. э.) в его сочинении «Об Океане» (др.-греч. Περὶ τοῦ Ωκεανοῦ, лат. De Oceano).
Со времён Эратосфена (III век до н. э.) господствовало мнение, что Туле был северным рубежом мира, экватор — южным, а параллель Родоса — центральной осью географических карт. Оригинальный текст Пифея не сохранился, однако пересказ можно найти в некоторых источниках, например во «Всеобщей истории» Полибия (II век до н. э.), который говорит, что «…тот [Пифей], кто ввёл многих в заблуждение, сообщая, что пересёк всю Британию пешком, помещает остров окружностью в 40 тысяч стадий и рассказывает о Туле, в тех местах, где не существует собственно суши, моря и воздуха, а только некая смесь этих элементов, консистенция которой сравнима с желе и в которой нельзя ни идти, ни плыть».
В Средние века Туле часто отождествлялся с Исландией, Фарерскими, Шетландскими, Оркнейскими и Гебридскими островами или даже считался частью Британии, Скандинавии, Ютландии. Однако некоторые из древних авторов ставили под сомнение сам факт существования этого острова.

## Северный предел земли
Страбон (I век до н. э.), описывая вычисления Эратосфеном ширины населённого мира, пишет: «…параллель, на которой лежит Туле, который, как говорит Пифей, находится в шести днях морем на север от Британии, около замерзшего моря … Уличить Пифея, который рассказывает о Туле, в фальсификации можно не только при внимательном изучении, ведь те, кто видел Британию и Иернию [др.-греч. Ἱέρνη, лат. Iernē], ничего не упоминают о Туле, хотя рассказывают о других островах, меньших Британии».
И далее: «Вот Пифей из Массилии рассказывает о Туле, что это самый северный из Британских островов и вообще самый северный участок суши и что там летний тропик совпадает с полярным кругом. Однако у других авторов ничего не сказано ни о том, существует ли остров под названием Туле, ни о том, могут ли люди жить в тех северных областях, где летний тропик становится полярным кругом. Поскольку современные писатели не могут говорить о земле севернее Иернии [Ирландия], которая не только находится на севере от Британии, но и населена совершенными дикарями, влачащими жалкое существование в холоде, я полагаю, что именно там находится северная граница обитаемого мира».

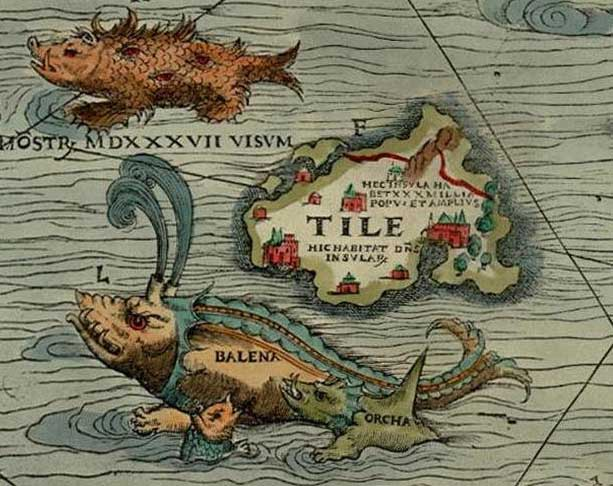
Фрагмент карты Carta Marina (XVI век). Туле обозначен как Tile

Плиний Старший (ок. 23—79 гг. н. э.), цитируя Пифея, что «Туле находится в шести днях морем на север от Британии», рассказывая об островах вокруг Британии, пишет: «Самым дальним островом, о котором нам известно, является Туле, где вообще нет ночей в середине лета, а именно когда Солнце проходит через созвездие Рака, и наоборот, вообще нет дней в середине зимы — оба эти периода, как полагают, длятся по шесть месяцев».
Тацит (сер. 50-х — ок. 120 гг н. э.) сообщал, что «Впервые обогнув эту омываемую последним морем оконечность земли [Шотландии], римский флот доказал, что Британия — остров; тогда же им были открыты и покорены дотоле неизвестные острова, прозывающиеся Оркадскими. Уже виднелась и Фула, но было приказано дойти только до этого места, и к тому же приближалась зима».
По Птолемею (ок. 87 — ок. 165 гг. н. э.) параллель острова Туле равна 63°, что составляет предел известной земли. По мнению Д. А. Щеглова, для помещения Птолемеем острова Туле на широту 63°, «Отправной точкой … служит пропорция 115/93/52, описывающая соотношение между длинами — соответственно — экватора, параллели Родоса (36°) и параллели острова Туле (63°), которую [пропорцию] Птолемей использует в „Географии“ (I, 20, 8) для построения своей первой псевдоконической проекции. … Дело в том, что эта пропорция подобрана таким образом, что разница между длинами экватора и параллели Туле (то есть: 115 − 52 = 63), выраженная в условно принятых единицах, оказывается равной разнице между их широтами (то есть: 63°), выраженной в градусах». То есть, по сути, речь ведется о методе интерполяции. Также Птолемей, описывая береговую линию Европейской Сарматии, сообщает, что «Береговая линия, которая составляет конец известного моря [Балтийского], по параллели, проходящей через Фуле, находится под 64—63°». Иными словами, остров Туле находится на одной параллели с северной частью известного моря.
Орозий (384—420 гг. н. э.) помещал Туле к северо-западу от Ирландии и Британии.
Прокопий Кесарийский (ок. 500 — после 565 гг. н. э.) считал Туле частью Скандинавского полуострова.
В IX веке ирландский монах Дикуил (Dicuil) в своем сочинении «Об измерении Земли» пишет о том, что Туле находится к северу от Шотландии и, вероятно, является Исландией.
Мавро Орбини (1550—1614 гг. н. э.) в своей книге «Славянское царство», изданной в XVII веке в Пезаро, приводит несколько версий о расположении Туле, ссылаясь на таких авторов, как Помпоний Мела, Стефан Византийский и др.
В нацистской Германии Туле отождествлялся с Исландией, туда посылались археологические экспедиции.

## Ultima Thule
Выражение, означающее «очень далеко», «край света» или «крайний предел», «дальняя задача», «цель устремлений» (с лат. — «весьма далёкая Фула», «крайний Туле»). Употребляется как в «топографическом» значении указания на пространственное, буквальное географическое положения объекта, так и в идиоматическом («топологическом» — в терминах гуманитарных), в виде метафоры или тропа — по отношению к явлению отвлечённой, событийной принадлежности, в качестве характеристики свойств воображаемого предмета рассмотрения, или когда имеется в виду крайняя форма проявления чего-либо, — предел некоего действия, терпения, дальняя перспектива и т. п. Случается, выражение имеет двойственный смысл, когда мифологема соседствует с иносказанием и реальностью.
Имело распространение в античности и Средневековье, и использовалось в конкретном смысле вплоть до эпохи великих географических открытий, но уже в самую раннюю пору его бытования скепсис наделял этот оборот метафизической окраской. В то же время, начиная с первичного восприятия (как, к примеру, было с той же «Гренландией» алхимии) до новейшей истории, этому понятию придаётся определённое мистическое значение, в том числе, когда оно несёт, в отдельных случаях, ассоциативную идеологическую нагрузку. В спекулятивном значении выражение это часто встречается в художественной литературе

## В постэллинской и современной культуре

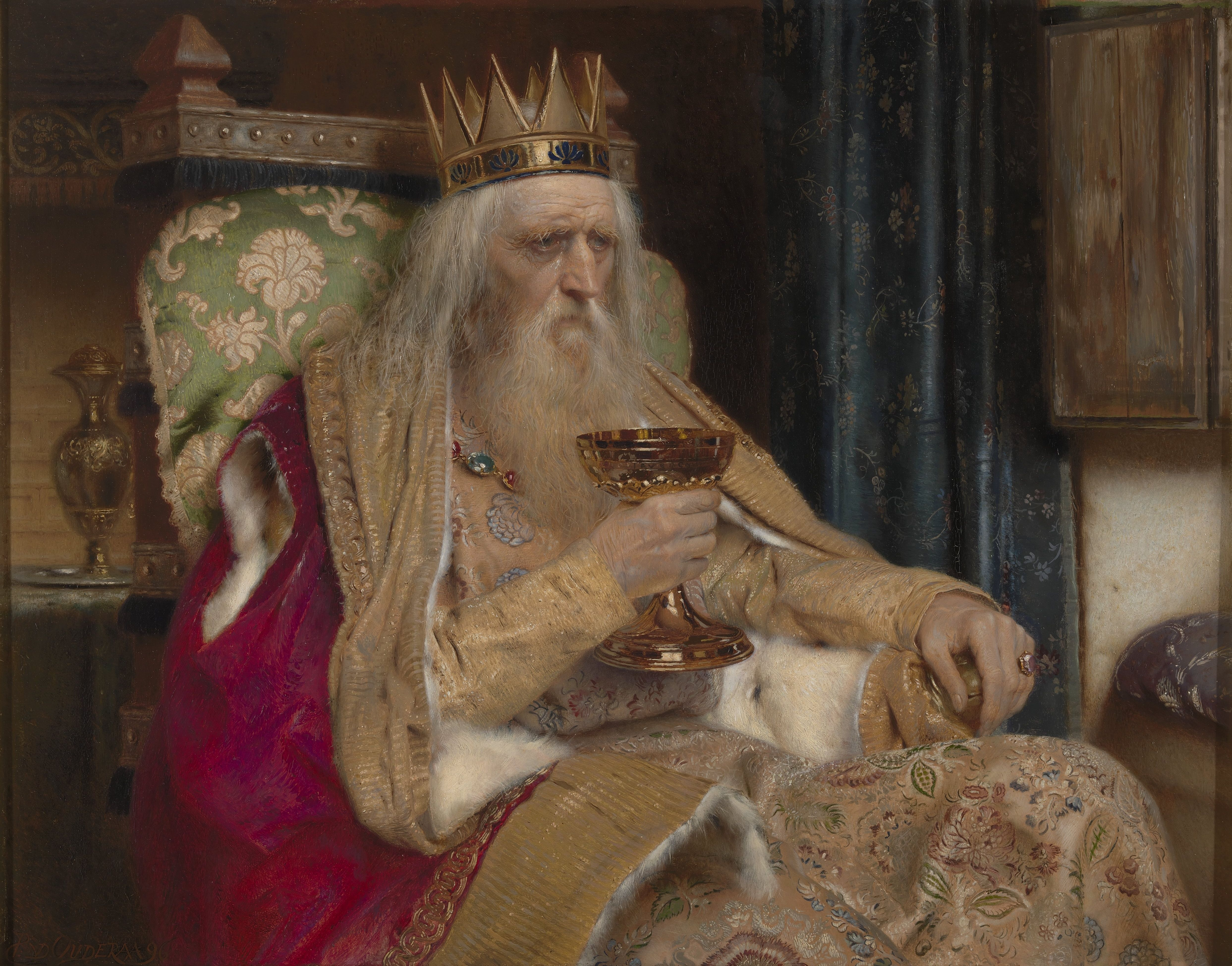
Пьер Жан ван дер Аудера. Фульский король (1896)

- Общество Туле — немецкое оккультное и политическое общество XX века.
- Фульский король[нем.] — стихотворение Гёте (на русский язык переведено Борисом Пастернаком под заглавием «Король жил в Фуле дальней»). Стихи Гёте были положены на музыку Шубертом.
- Ultima Thule — отрывок из последнего (незаконченного) романа В. В. Набокова на русском языке, [lib.ru/NABOKOW/ultima.txt появившийся в печати] в 1942 г.
- В честь Туле назван астероид (279) Туле, открытый в 1888 году, и химический элемент тулий. Неофициальное название Ultima Thule дано также объекту Пояса Койпера (486958) 2014 MU69, самому удалённому объекту Солнечной системы, посещённому космическим аппаратом с Земли (1 января 2019 года).
- По ту сторону Тулы (1931), роман Андрея Николева
- Название Ultima Thule носит коллекция стеклянной посуды финского дизайнера Тапио Вирккала, художественно имитирующая эффекты тающего льда.
- «Thulêan Mysteries» — двенадцатый студийный альбом норвежского музыкального проекта Burzum, вышедший в 2020 году.
- Ultima Thule — шведская рок-группа, играющая в стиле викинг-рок.
- Ultima Thule — эстонская рок-группа.
- «Ultima Thule» — стихотворение Валерия Брюсова, написанное в апреле 1915 года.
- «Общество Туле» — самый мрачный альбом Александра Лаэртского (1989).
- «Ultima Thule» — совместная песня рэперов Oxxxymiron и Луперкаля с микстейпа miXXXtape II: Долгий путь домой (2012).